# Bentley (Kansas)
Bentley é uma cidade localizada no estado americano de Kansas, no Condado de Sedgwick.

## Demografia
Segundo o censo americano de 2000, a sua população era de 368 habitantes. 
Em 2006, foi estimada uma população de 469, um aumento de 101 (27.4%).

## Geografia
De acordo com o United States Census Bureau tem uma área de 
0,6 km², dos quais 0,6 km² cobertos por terra e 0,0 km² cobertos por água.

## Localidades na vizinhança
O diagrama seguinte representa as localidades num raio de 16 km ao redor de Bentley. 